# ماساکازو کیهارا
ماساکازو کیهارا (انگلیسی: Masakazu Kihara؛ زادهٔ ۱۹ آوریل ۱۹۸۷) بازیکن فوتبال اهل ژاپن است.
از باشگاه‌هایی که در آن بازی کرده‌است می‌توان به باشگاه فوتبال آویسپا فوکوئوکا اشاره کرد.